# Případ hidžábu na Střední zdravotnické škole v Praze
Případ hidžábu na Střední zdravotnické škole v Praze se odehrál v roce 2013. Jeho podstatou bylo, že somálská dívka Ahmednuur Ayan Jamaal, která získala v České republice azyl, chtěla na Střední zdravotnické škole v Ruské ulici v Praze 10 studovat obor ošetřovatelství. To jí nebylo umožněno ředitelkou školy Ivankou Kohoutovou, protože během teoretické výuky odmítala odložit muslimský šátek, tzv.  hidžáb. S jeho nenošením při ošetřovatelské praxi ale souhlasila. V průběhu soudních jednání následně vyšlo najevo, že důvodem, proč nemohlo být studium započato, bylo také nedodání dokladů, nutných pro přijetí ke studiu, a to ani opožděně, v den zahájení výuky. Posléze byla zpochybněna i sama identita žadatelky a okolnosti jejího pobytu na úžemí České republiky.
Dne 28. října 2018 proto udělil prezident České republiky Miloš Zeman ředitelce Kohoutové za zásluhy o stát medaili Za zásluhy I. stupně jako „statečné ženě v boji s netolerantní ideologií“.

## Soudní projednání
Ahmednuur Ayan Jamaal požadovala v rámci ochrany osobnosti po zdravotní škole omluvu a odškodnění 60 tisíc korun za nemajetkovou újmu, protože jí zde nebylo umožněno studovat. Ředitelka Kohoutová toto obvinění popřela, studentka podle ní předem souhlasila s režimem daným školním řádem a naopak nedoložila dokumenty potřebné pro přijetí ke studiu, zejména doklad totožnosti a povolení k pobytu v České republice. Do sporu následně vstoupila také Anna Šabatová, ombudsmanka, která kauzu považovala za případ nepřímé náboženské diskriminace. Zástupce ombudsmanky Stanislav Křeček spor naopak chápal jako domáhání se výhod na základě náboženského přesvědčení.
Po čtyřech letech trvání kauzy vynesl 27. ledna 2017 Obvodní soud pro Prahu 10 rozsudek, zamítající žalobu v celém rozsahu. Zdůvodnění postavil na okolnosti, že se škola nemohla diskriminačního jednání vůči žalobkyni dopustit, protože studentkou v dané době nebyla a ani se jí stát nemohla. Odvolací Městský soud v Praze dne 19. září 2017 tento rozsudek potvrdil, ačkoli měl za to, že se studentkou již stala. Dodal však, že veřejná škola má právo určit si podmínky výuky školním řádem a nepovolení výjimky není diskriminací na základě náboženského vyznání, neboť žalobkyně bez pokrývky hlavy studovat mohla.
Nejvyšší soud však obě rozhodnutí na konci roku 2019 zrušil a věc vrátil soudu prvního stupně k dalšímu řízení, neboť dospěl k závěru, že u žalobkyně došlo k nepřímé diskriminaci v přístupu ke vzdělání. Nošení hidžábu jakožto nejběžnějšího způsobu zahalování muslimských žen je náboženským pravidlem islámu a jedním z projevů náboženského přesvědčení a víry, a protože v českém právním řádu neexistuje zákon, který by výslovně omezoval takové projevy náboženského přesvědčení, umožňuje podobné omezení pouze antidiskriminační zákon (č. 198/2009 Sb.), ovšem jen pokud by tím byl sledován legitimní cíl. Nejvyšší soud přitom neshledal, že by v daném případě nošení hidžábu ohrožovalo veřejný pořádek, mravnost či morálku, přestože jde v českém prostředí stále o cizorodý prvek. Dodal, že Česká republika musí akceptovat a tolerovat náboženský pluralismus. K dalšímu projednání věci však již nedošlo, protože studentka poté vzala svou žalobu zpět.